# 素野福次郎
素野 福次郎（その ふくじろう、1912年（大正元年）8月27日 - 2004年（平成16年）4月12日）は、日本の実業家。第3代TDK代表取締役社長。

## 人物・経歴
兵庫県神戸市生まれ。1929年（昭和4年）育英商業学校（現育英高等学校）卒業。家業の水道事業を継ぐが、2年程度で廃業。1932年（昭和7年）に神戸高等工業学校（現神戸大学工学部）を中退し、翌年鐘淵紡績に入社する。6年ほどマーケティング事業に関わるが、同社は慶應閥で将来がないと考えて退社した。
1937年（昭和12年）に当時従業員4名だった東京電気化学工業（現TDK）に入社し、営業を担当する。太平洋戦争中は1941年（昭和16年）から翌1942年（昭和17年）まで満州国ジャムス市で従軍し、日本の降伏後の1947年（昭和22年）に東京電気化学工業常務取締役に就任した。1962年（昭和37年）東京電気工業専務取締役、1969年（昭和44年）から東京電気工業取締役社長を歴任し、人材登用を進めるなどして事業を拡大させた。バラ愛好家としても知られた。

## 受賞歴・栄典
- 紺綬褒章（1964年）
- 藍綬褒章（1980年）
- 毎日経済人賞（1982年）
- 「財界」経営者賞（1982年）
- 勲二等瑞宝章（1986年）

## 著書
- 『息学』東京電気化学工業株式会社人事教育部 1982年
- 『人を育てる』講談社 1984年
- 『企業は道場である : 私の履歴書』日本経済新聞社 1986年